# Tristan und Isolde

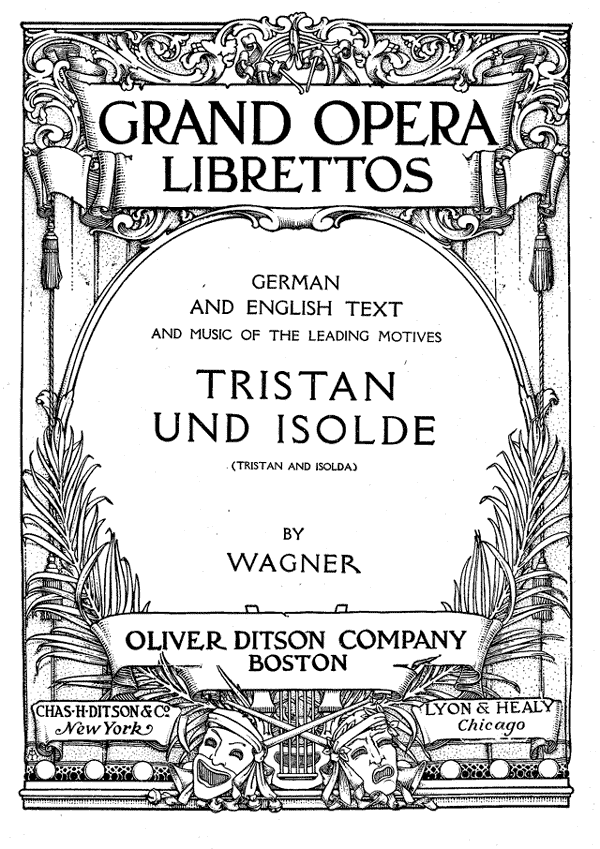

Tristan und Isolde (tiếng Việt: Tristan và Isolde) là vở opera 3 màn của nhà soạn nhạc người Đức Richard Wagner. Ông cũng là tác giả của lời của tác phẩm. Để viết được lời, ông đã dựa vào vở Tristan của Gottfried von Straßburg và huyền thoại của Arthur Schopenhauer. Wagner đã sáng tác tác phẩm vào năm 1859, tác phẩm được trình diễn lần đầu tiên tại Munich vào năm 1855.

## Âm thanh
| Khúc Vorspiel trong vở opera Tristan und Isolde của Wagner |  |
|                                                            |  |
|                                                            |  |